# Koishikawa Kōraku-en
Koishikawa Kōraku-en (小石川後楽園?) è un giardino giapponese del diciassettesimo secolo situato a Koishikawa, Bunkyō, Tokyo.
Il giardino fu iniziato da Mito Yorifusa nel 1629 e completato dal figlio Mitsukuni. Fu creato con il consiglio dello studioso cinese Zhu Shun Shui e incorporò elementi di gusto cinese e giapponese.
È uno dei tre giardini dei daimyō sopravvissuti a Tokyo (ex Edo) dei molti che vi furono creati dopo che la città divenne la capitale militare del paese; gli altri due sono il Rikugi-en e il Giardino di Hama rikyū.

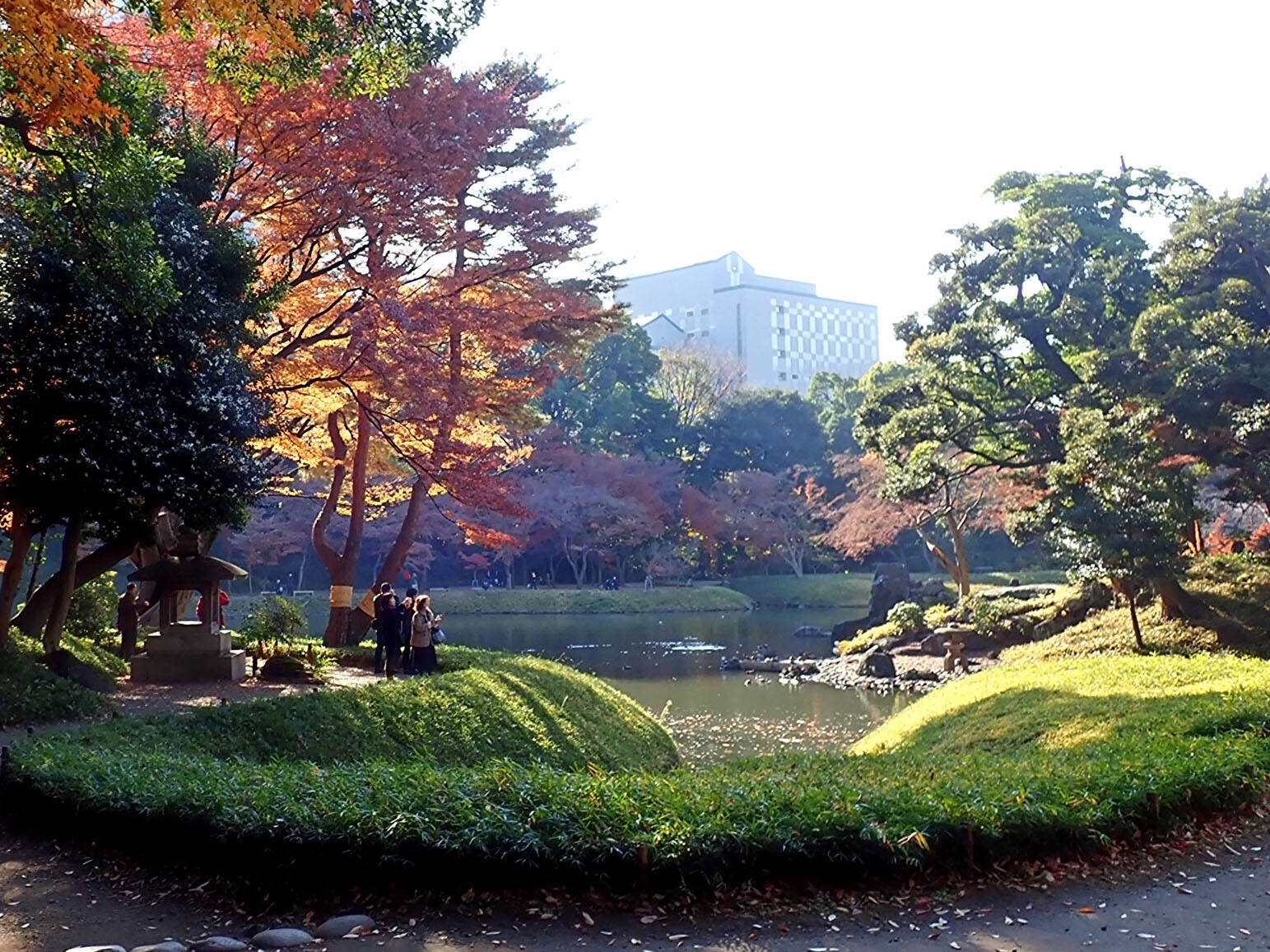
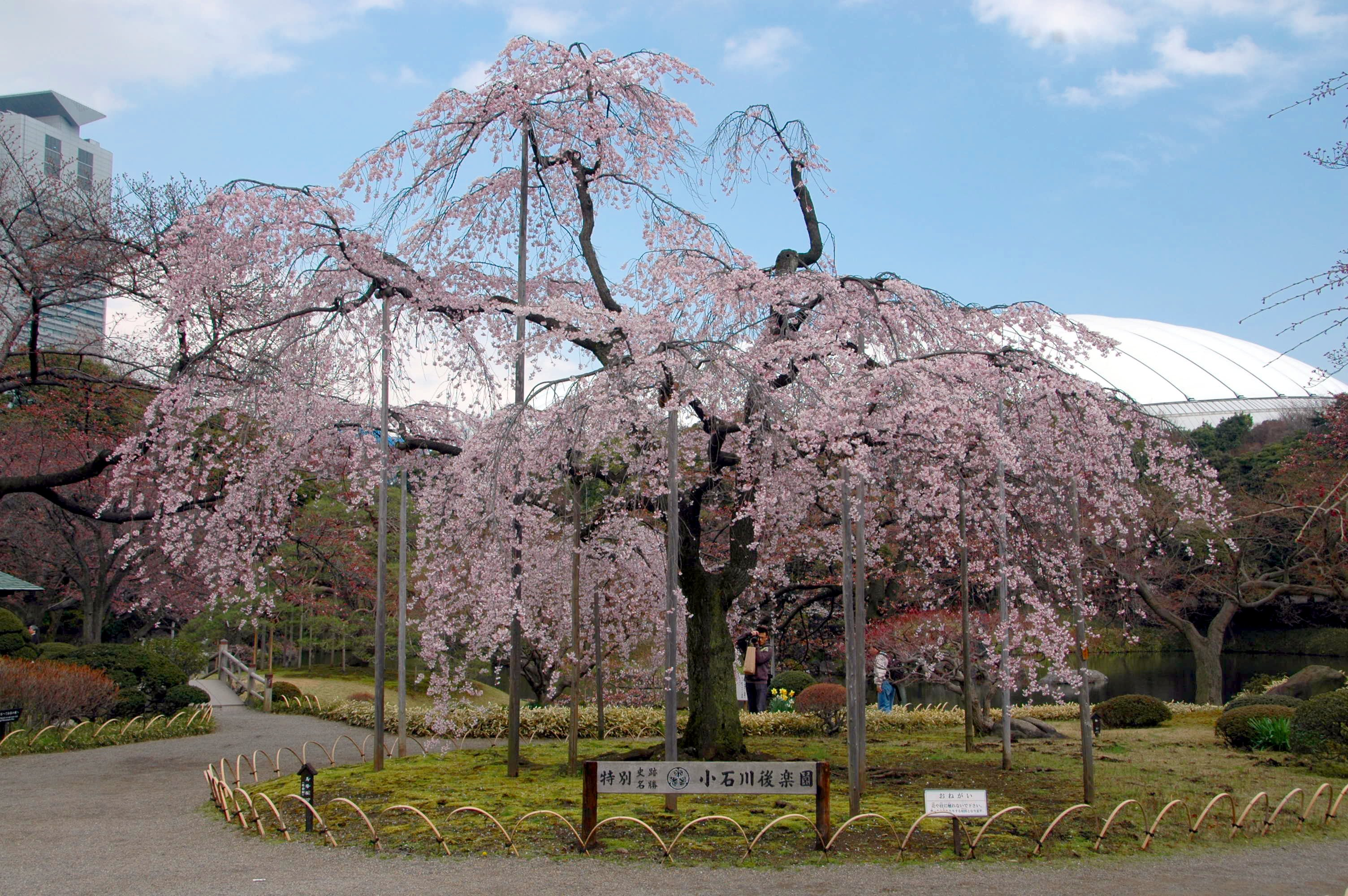
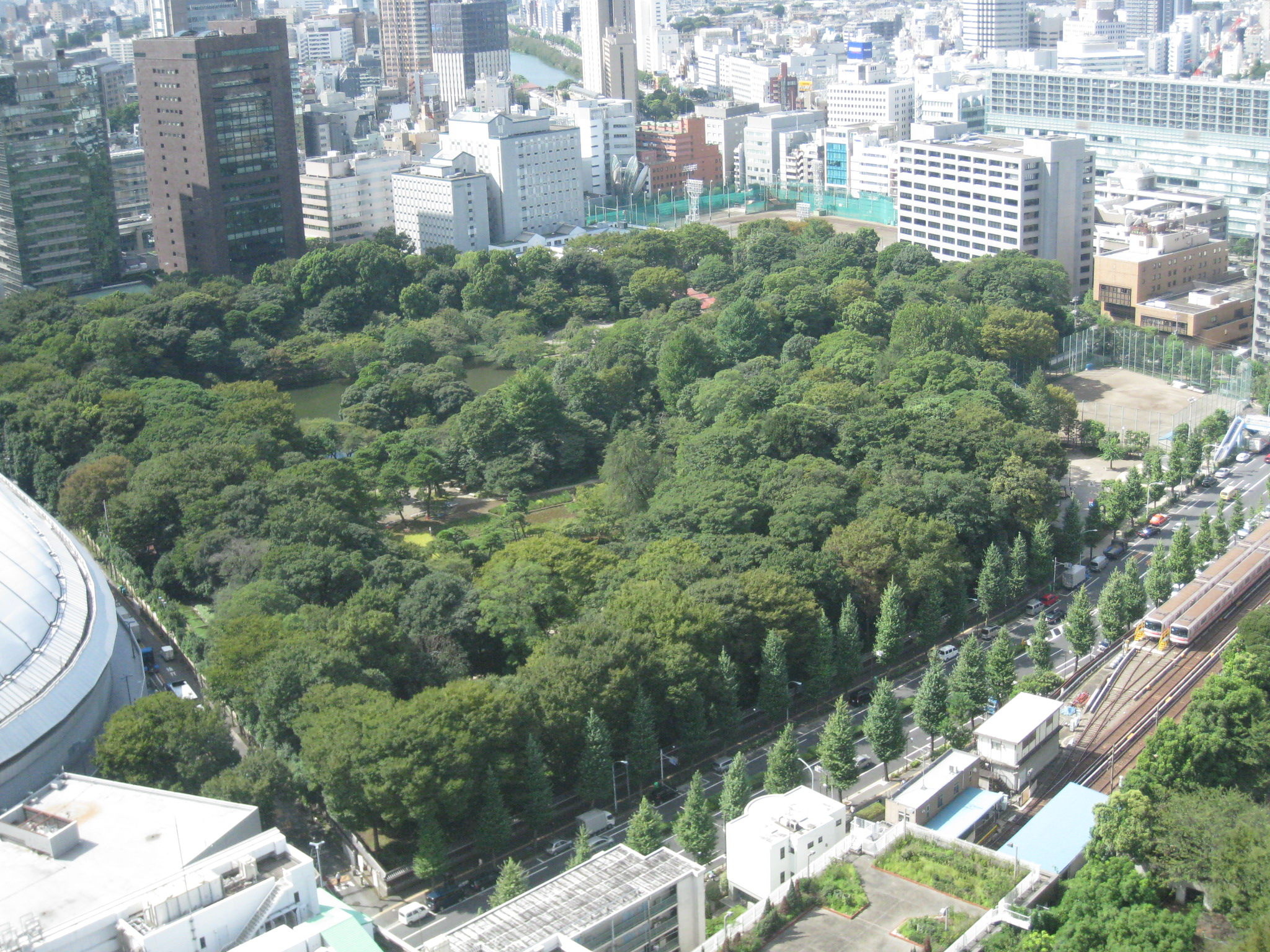
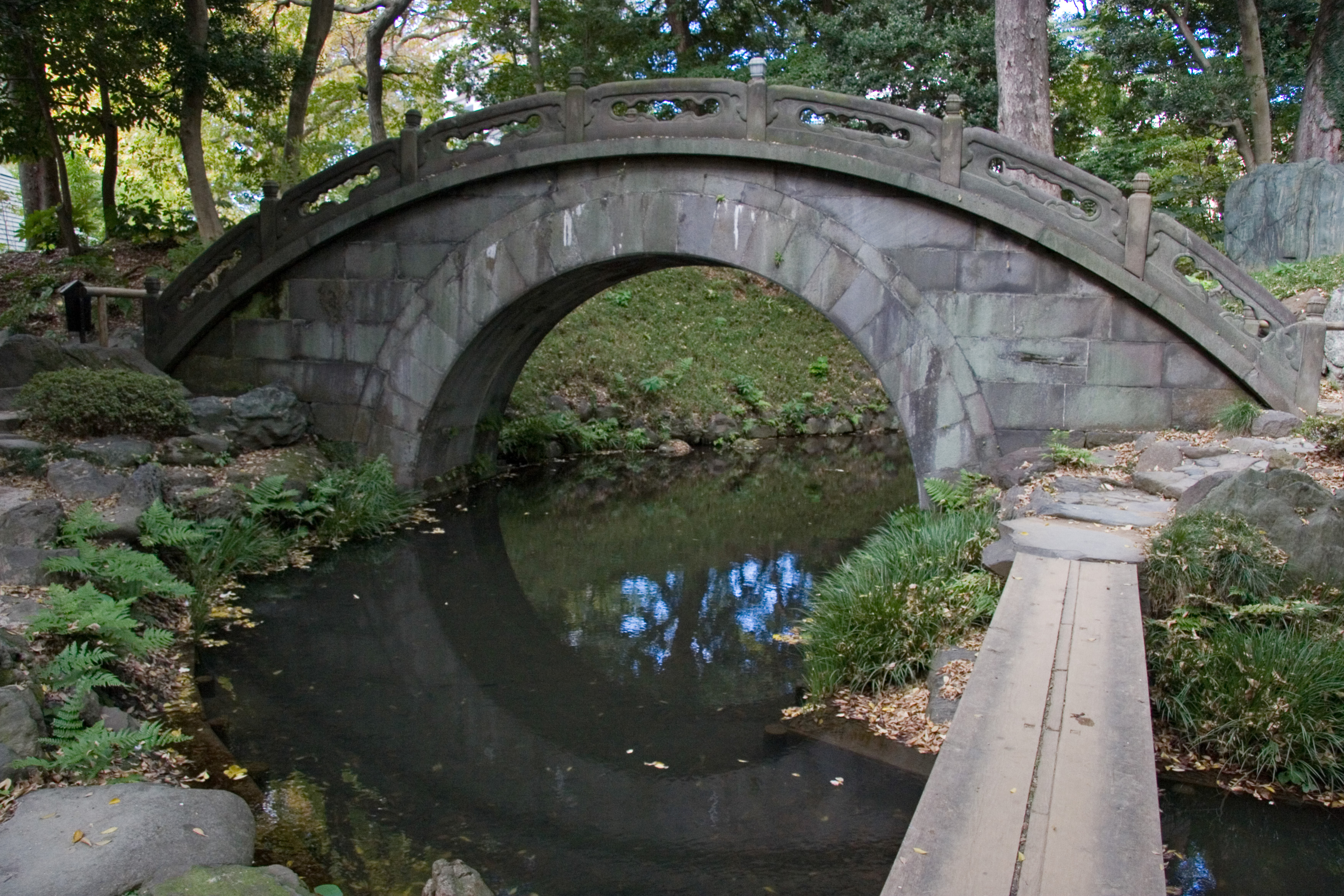
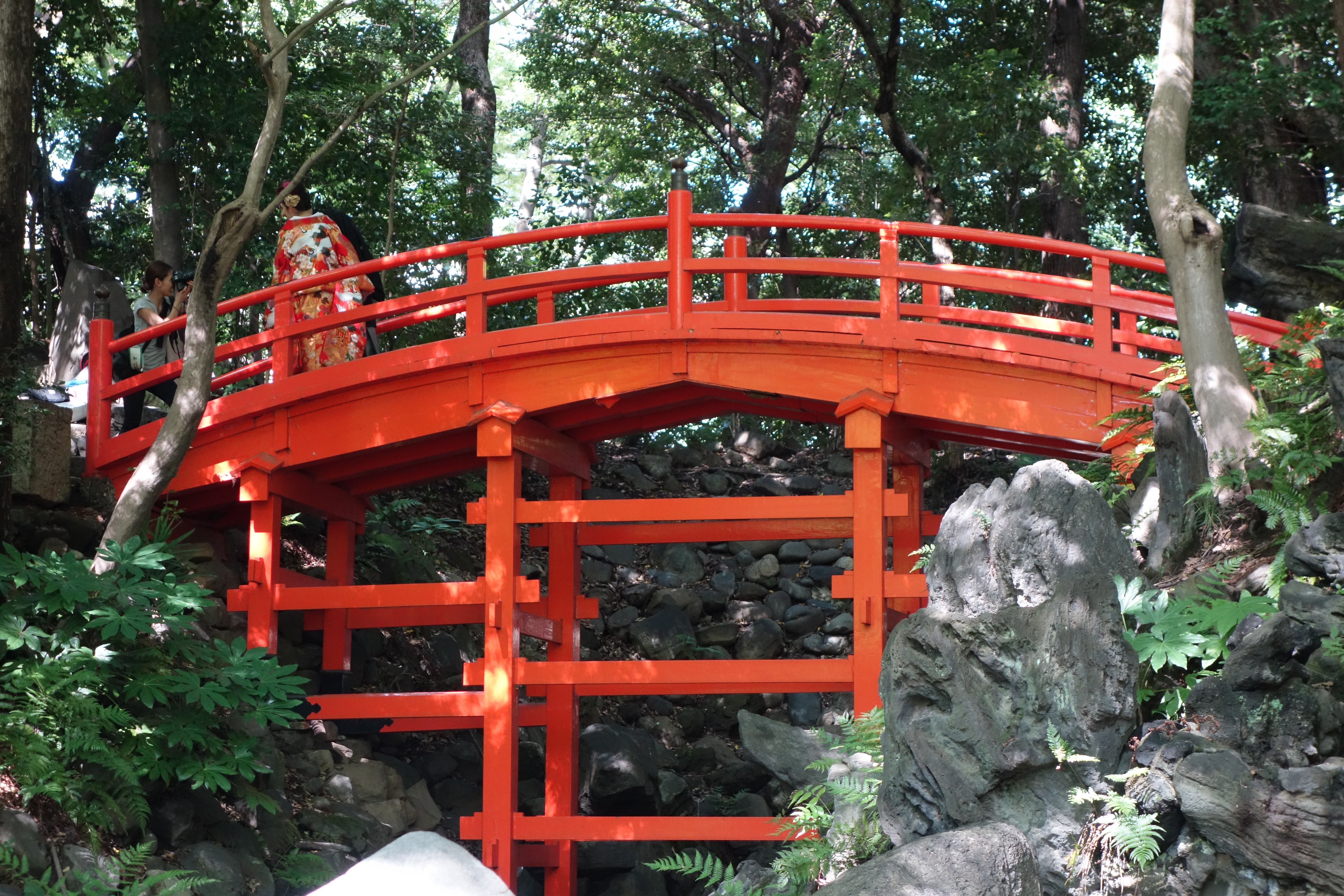
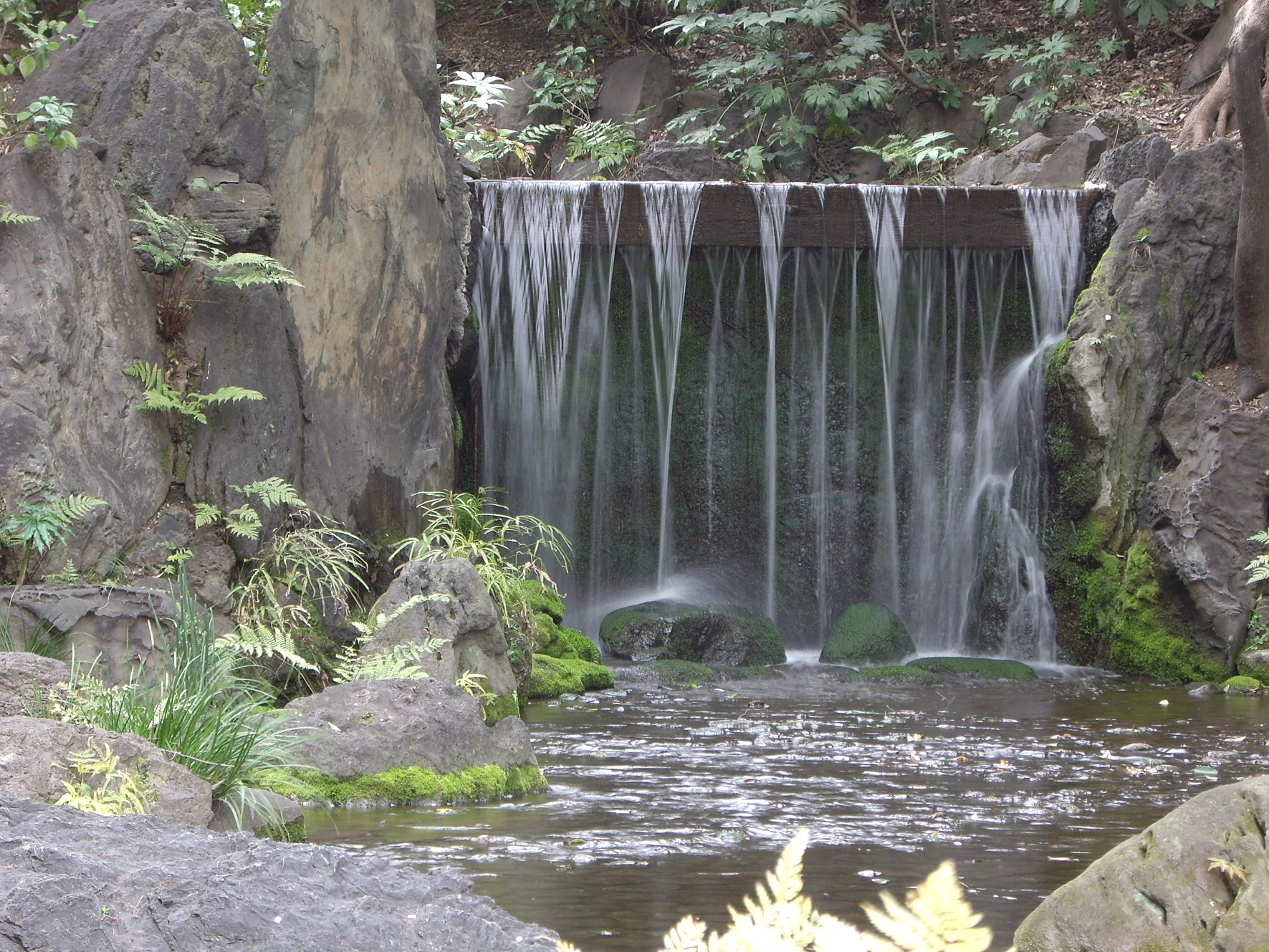